# Andreas Herzog
Andreas Herzog (ur. 10 września 1968 w Wiedniu) – austriacki piłkarz grający na pozycji ofensywnego pomocnika i trener piłkarski. 
Karierę rozpoczął w Rapidzie Wiedeń, gdzie grał w latach 1986–1992. Następnie przeniósł się do Werderu Brema. Przez jeden sezon grał w Bayernie Monachium, z którym w 1996 zdobył Puchar UEFA. Później powrócił do Werderu, gdzie grał do końca 2001, by w 2002 powrócić do swojego pierwszego klubu, Rapidu. Karierę zakończył w 2004, po sezonie spędzonym w amerykańskim Los Angeles Galaxy. W reprezentacji Austrii Herzog rozegrał 103 mecze, strzelając 27 bramek. Był dwukrotnym uczestnikiem mistrzostw świata – w 1990 i 1998.